# Pilea martinii
Pilea martinii är en nässelväxtart som först beskrevs av H. Lév., och fick sitt nu gällande namn av Hand.-mazz.. Pilea martinii ingår i släktet pileor, och familjen nässelväxter. Inga underarter finns listade i Catalogue of Life.